# Jeremy Taiwo
 (août 2013).
Pour les articles homonymes, voir Taiwo.
Jeremy Taiwo (né le 15 janvier 1990 à Seattle) est un athlète américain, spécialiste du décathlon.

## Carrière
Son meilleur score est de 8 239 points obtenu à Eugene le 6 juin 2013, lors des NCAA. En se classant troisième des Championnats américains à Des Moines, il se qualifie pour les Championnats du monde à Moscou. Il termine deuxième des Championnats des États-Unis 2015. Lors des sélections olympiques américaines d'athlétisme 2016, il termine second avec un nouveau record personnel porté à 8 425 points et se qualifie pour les Jeux de Rio.
Le but de Jeremy Taiwo depuis l'âge de 4 ans était de suivre les traces de son père, Joseph Taiwo, qui a participé aux Jeux olympiques de 1984 et 1988 pour le Nigeria dans le triple saut.

## Palmarès
| Date | Compétition           | Lieu           | Résultat | Épreuve   | Marque    |
| ---- | --------------------- | -------------- | -------- | --------- | --------- |
| 2013 | Championnats du monde | Moscou         | —        | Décathlon | DNF       |
| 2015 | Championnats du monde | Pékin          | —        | Décathlon | DNF       |
| 2016 | Jeux olympiques       | Rio de Janeiro | 11e      | Décathlon | 8 300 pts |

## Records
| Épreuve           | Performance   | Lieu                  | Date                     |
| ----------------- | ------------- | --------------------- | ------------------------ |
| 100 m             | 10 s 84       | Eugene                | 5 juin 2013              |
| Saut en longueur  | 7,57 m        | Götzis                | 30 mai 2015              |
| Lancer du poids   | 14,93 m       | Eugene                | 25 juin 2015             |
| Saut en hauteur   | 2,21 m        | Eugene                | 2 juillet 2016           |
| 400 m             | 47 s 83       | Eugene                | 25 juin 2015             |
| 110 m haies       | 14 s 22       | Eugene                | 3 juillet 2016           |
| Lancer du disque  | 44,27 m       | Chula Vista           | 25 juillet 2015          |
| Saut à la perche  | 5,00 m        | Eugene Rio de Janeiro | 6 juin 2013 16 août 2016 |
| Lancer du javelot | 53,71 m       | Eugene                | 10 mai 2009              |
| 1 500 m           | 4 min 16 s 34 | Eugene                | 6 juin 2013              |
| Décathlon         | 8 425 pts     | Eugene                | 3 juillet 2016           |

| Épreuve         | Performance   | Lieu    | Date            |
| --------------- | ------------- | ------- | --------------- |
| 60 mètres       | 7 s 02        | Nampa   | 8 février 2013  |
| Longueur        | 7,56 m        | Seattle | 31 janvier 2015 |
| Poids           | 14,77 m       | Seattle | 31 janvier 2015 |
| Hauteur         | 2,25 m        | Nampa   | 8 février 2013  |
| 60 mètres haies | 7 s 87        | Boston  | 28 février 2013 |
| Perche          | 4,90 m        | Seattle | 31 janvier 2015 |
| 1 000 mètres    | 2 min 30 s 85 | Seattle | 31 janvier 2015 |
| Heptathlon      | 6 273 pts     | Boston  | 28 février 2015 |